# Acronicta nigrescens
Acronicta nigrescens är en fjärilsart som beskrevs av Barend J. Lempke 1964. Acronicta nigrescens ingår i släktet Acronicta och familjen nattflyn. Inga underarter finns listade i Catalogue of Life.